# Пепінахт
Пепінахт Гекаіб або Гекаіб I — єгипетський вельможа, номарх 1-го ному Та-сеті. сучасник фараона VI царського дому Пепі II. «Це я, той, що говорить хороше і повторює улюблене. Ніколи я не говорив нічого поганого Пепі ІІ про будь-яких людей…».